# Гулеватый, Трофим Ерёмович
Трофим Ерёмович Гулеватый (1911—2002) — полковник Советской Армии участник Великой Отечественной войны, Герой Советского Союза (1945).

## Биография
Трофим Гулеватый родился 15 апреля 1911 года в селе Косаново Гайсинского уезда Подольской губернии Российской империи последствии ставшим Ситковецким районом (ныне — Гайсинский район Винницкой области Украины) в крестьянской семье. Окончил семь классов школы, после чего работал в совхозе. В 1931 году Гулеватый был призван на службу в Рабоче-крестьянскую Красную Армию. Проходил службу командиром отделения, старшиной роты в 30-й стрелковой дивизии, базировавшейся в Запорожье. Принимал участие в строительстве «Днепрогэса». В 1939 году Гулеватый окончил военно-политические курсы, служил политруком стрелковой роты в Киевском военном округе. В марте 1940 года он был демобилизован. В июле 1941 года Гулеватый добровольно пошёл на службу в армию и был направлен на фронт Великой Отечественной войны. Принимал участие в боях на Юго-Западном, Северо-Кавказском, Закавказском фронтах. Участвовал в боях на Украине в 1941 году, битве за Кавказ, освобождении Краснодарского края, прорыве «Голубой линии», Висло-Одерском, Нижне-Силезской, Верхне-Силезской, Берлинской операциях. В 1943 году Гулеватый окончил Горьковское танковое училище, в 1944 году — Ленинградскую высшую бронетанковую школу. В боях два раза был контужен. К апрелю 1945 года гвардии капитан Трофим Гулеватый командовал 1-м танковым батальоном 55-й гвардейской танковой бригады 7-го гвардейского танкового корпуса 3-й гвардейской танковой армии 1-го Украинского фронта. Отличился во время штурма Берлина.
25—30 апреля 1945 года батальон Гулеватого первым в бригаде переправился через канал Тельтов и захватил пригород Берлина Целендорф, отразил две немецкие контратаки, уничтожив 7 орудий зенитной артиллерии и около батальона вражеской пехоты.
Указом Президиума Верховного Совета СССР от 27 июня 1945 года за «образцовое выполнение боевых заданий командования на фронте борьбы с немецкими захватчиками и проявленные при этом мужество и героизм» гвардии капитан Трофим Гулеватый был удостоен высокого звания Героя Советского Союза с вручением ордена Ленина и медали «Золотая Звезда» за номером 7855.
После окончания войны Гулеватый продолжил службу в Советской Армии. В 1956 году в звании подполковника Гулеватый был уволен в запас. Проживал и работал в Виннице, скончался 30 августа 2002 года, похоронен на Центральном кладбище Винницы.
Был награждён двумя орденами Ленина, орденами Красного Знамени, Александра Невского, Отечественной войны 1-й степени, двумя орденами Красной Звезды и рядом медалей.

## Документы
- Герой Советского Союза (Орден Ленина и медаль «Золотая звезда») [[Подвиг народа]]. Архивировано 29 июля 2012 года.
- Перечень наград  [[Подвиг народа]]. Архивировано 29 июля 2012 года.
- Орден Отечественной войны I степени [[Подвиг народа]]. — дата наградного документа: 06.04.1985. Архивировано 29 июля 2012 года.